# Adenomus
Adenomus — рід безхвостих амфібій з родини ропухових, включає в себе всього три види. Усі три види є ендеміками острова Шрі-Ланка. Вид Adenomus kandianus вважається вимерлим.

## Систематика
У складі роду:
- Adenomus dasi Manamendra-Arachchi & Pethiyagoda, 1998
- Adenomus kandianus (Günther, 1872)
- Adenomus kelaartii (Günther, 1858)